# Cibolacris
Cibolacris es un género de saltamontes de la subfamilia Gomphocerinae, familia Acrididae, y está asignado a la tribu Cibolacrini. Este género se distribuye en el sur de los Estados Unidos y en México.

## Especies
Las siguientes especies pertenecen al género Cibolacris:
- Cibolacris crypticus (Vickery, 1969)
- Cibolacris parviceps (Walker, 1870)
- Cibolacris samalayucae Tinkham, 1961
- Cibolacris weissmani Otte, 1981